# Jogos eletrônico de estratégia em tempo real
Estratégia em tempo real (sigla ETR), ou em inglês Real-time strategy (sigla RTS) é um subgênero de jogos de estratégia em que o jogo não tem progresso por turnos.
Num RTS, jogadores geralmente tem o objetivo de fazer uso de recursos para criar bases e unidades, a fim de derrotar o oponente. Estes jogos requerem que o jogador tome decisões rápidas de como gerenciar seus recursos e planejar defesa e ataques com suas unidades.

## História
Stonkers, jogo de 1983 desenvolvido pela Imagine Software para o ZX Spectrum foi um dos precursores do gênero. O jogo que se mais popularizou e definiu o género foi Battle Master de 1990 para o sistema Amiga e Atari ST.

### Modernidade
O precursor moderno dos jogos RTS foi o The Ancient Art of War por Dave Murry e Barry Murry da Evryware (publicado pela Brøderbund). Mas o jogo que definiu os RTS modernos foi o Dune II (1992), que introduziu o conceito básico dos jogos RTS: exploração de recursos, desenvolvimento e construção de uma base e controlo directo sob as unidades.
As séries mais populares de RTS são Warcraft, Command & Conquer, Rising Lands, Age of Empires, StarCraft e Empire Earth. Command & Conquer se passa em um mundo paralelo; Warcraft se passa num mundo de fantasia, estilo RPG; Age of Empires se passa em diferentes áreas da história da humanidade (o primeiro se passa na pré-história até a época do Império Romano,o segundo até a Idade Média e o terceiro desde o descobrimento da América até a independência das suas colônias); Starcraft se passa no futuro e o Empire Earth vai desde a pré-história até uma era futurística.

## Jogabilidade

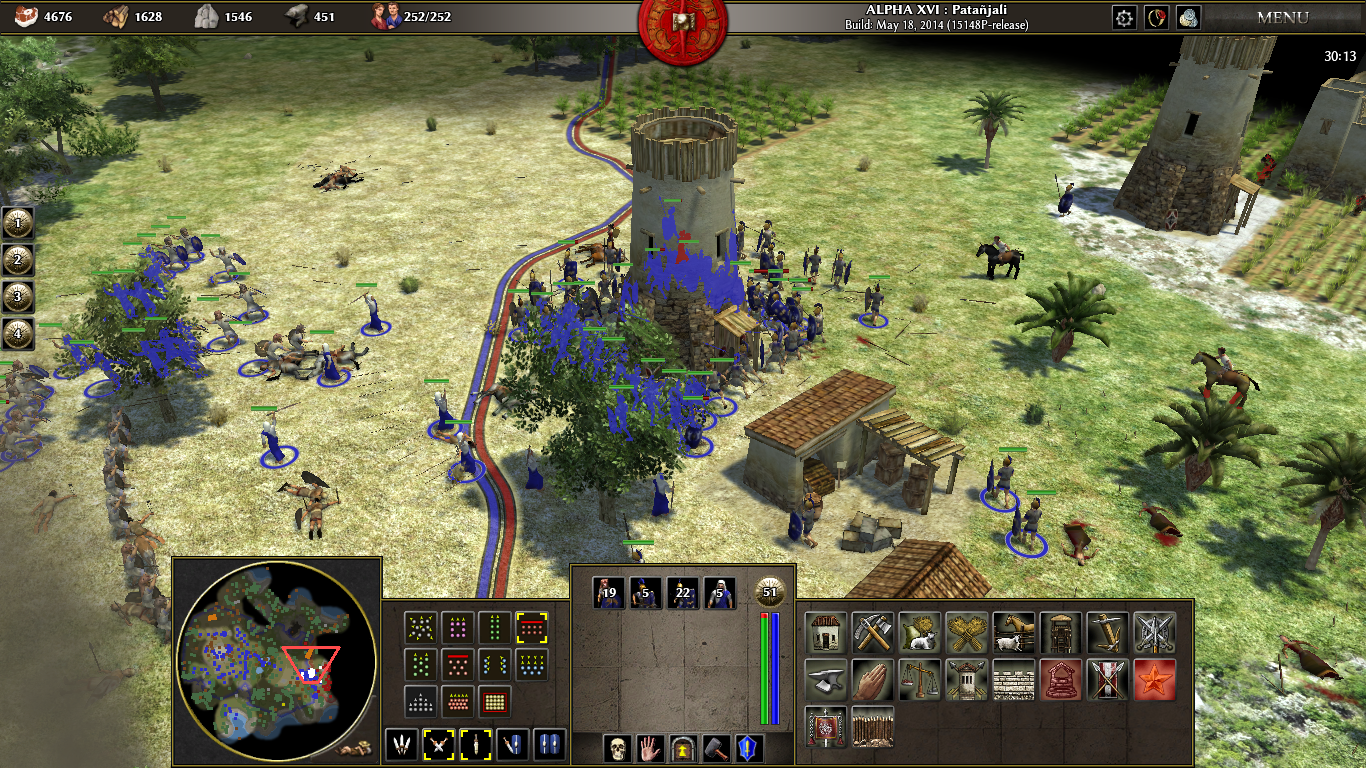
Jogo de estratégia em tempo real 0 A.D..

Muitos jogos de RTS baseiam-se na construção e desenvolvimento de uma "nação" num determinado período histórico, desde a simples tribo ou raça pré-histórica até a nação contemporânea, sobre a qual o jogador tem o controle. Isso ocorre em uma interface onde existe um ambiente, geralmente visto de cima, onde o jogador controla unidades de modo tático. Este controle deve ser feito para que a unidade selecionada execute tarefas como mover-se no "mapa", exploração, coletar recursos, ou mesmo atacar outras unidades do time adversário.
Neste mesmo ambiente (mapa) existem os recursos que são coletados e processados. Estes recursos são utilizados para financiar a criação de novas unidades, pesquisa, desenvolvimento de habilidades e no comércio, onde se troca um tipo de recurso por outro. O objetivo de um RTS é, sobretudo, a destruição ou controlo do(s) time(s) adversário(os), usando suas unidades para atacar e destruir as unidades/construções inimigas.
Os tipos de unidades variam de acordo com o jogo em questão. Os mais utilizados são:
- Estruturas: edificações onde são criadas mais unidades, pesquisas, habilidades. Geralmente não se movem;
- Terrestres: trabalhadores, aldeões, soldados, cavalaria, tanques, máquinas de cerco;
- Marítimas: embarcações de guerra, econômicas e transporte; criaturas aquáticas;
- Aéreas: aeronaves de guerra e econômicas, criaturas voadoras.

### Recursos
Servem para fazer unidades e construções, e podem servir de comércio com outros recursos. Eles são recolhidos por meio do ambiente, ou de construções usadas por civis. Os mais usados são:
- Comida
- Madeira
- Pedra
- Ouro
- Óleo
- Metal
- Energia

### Império
Quando se atingem um certo nível de habilidade o jogador poderá então construir um império, que terá suas próprias estratégias e poderá crescer cada vez mais. Para isso o jogador deverá se manter equilibrado em todos os recursos disponíveis, como exército e recursos.

### Épocas
A maioria dos jogos de RTS tem várias épocas para evoluir, e assim o jogo muda, contando unidades, construções e recursos. Geralmente as épocas mais avançadas apresentam vantagens sobre as anteriores.

## Tipos de unidades

### Unidade recolector/construtora
Uma unidade recolectora/construtora. A função dessas unidades é construir e consertar fábricas, armazéns etc., além de recolher recursos naturais.

### Unidades de combate
As unidades de combate podem ser "aéreas", "terrestres" e "aquáticas" (dependendo do jogo). São com eles que você poderá atacar e defender os(dos) inimigos.
Eles são compostos por um sistema matemático de ataque, defesa, alcance, velocidade, etc. E ainda alguns tem habilidades especiais como habilidades e utilidades diversas.
Eles podem evoluir suas habilidades através de tecnologias, entre outros, e conseguir destruir o inimigo dependendo de suas condições.